# 潘朶拉 Pandora
『潘朵拉 Pandora』（パンドラ、拼音: Pān Duǒ Lā ）は、台湾の歌手、張韶涵（アンジェラ・チャン）のアルバム。

## 解説
張韶涵の3作目となるアルバム。ドラマ『愛殺17』で使用された「隱形的翅膀」「口袋的天空 」「永晝」や、2007年度のNHK教育テレビ中国語会話でテーマ曲として使われた「香水百合」などが収録されている。
本来の表記は潘朵拉であるが、『朵』が機種依存文字であることから、日本語のサイトでは『潘[几/木]拉』と表記することがある。

## 収録曲
1. 隱形的翅膀 （3'41"）
作詞・作曲：王雅君、編曲:陳俊廷
2. 潘朵拉 （3'55"）
作詞:于光中、作曲・編曲:陳偉
3. 香水百合 （2'55"）
作詞・作曲:李天龍、編曲:陳偉
4. 真的 （4'31"）
作詞・作曲:深白色、編曲:Mickey Chen
5. 最近 （3'28"）
作詞:姚若龍、作曲:林宇中、編曲:MARTIN TANG
6. 驚天動地 （4'02"）
作詞・作曲:潘協慶、編曲:呂紹淳
7. 保護色 （3'42"）
作詞:王雅君+陳淑秋、RAP詞・作曲:林俊傑、編曲:呂紹淳
8. 口袋的天空 （4'22"）
作詞:姚若龍、作曲・編曲:于京延
9. 愛情旅程 （4'36"）
作詞:阿沁（F.I.R.）+陳淑秋、作曲:阿沁（F.I.R.）、編曲:王豫民+于京延
10. 喜歡你沒道理 （3'19"）
作詞:晨瑀、作曲:梁思成、編曲:呂紹淳
11. 永晝 （3'39"）
中文詞:嚴云農、作曲:William Douglas+Lady john Scott、編曲:林於賢
  - スコットランド民謡「Annie Laurie」より